# Râul Cumpărata Mică
Râul Cumpărata Mică este un curs de apă din județul Argeș, fiind unul din cele două brațe care formează râul Ghimbav. 